# Premiile Saturn din 2008
A 34-a ediție a Premiilor Saturn (denumire originală 34th Saturn Awards) care a premiat cele mai bune producții de cinematografie și televiziune din science-fiction, fantasy și horror din 2007 a avut loc la 24 iunie 2008 în Hotelul Universal City Hilton din Los Angeles, California.
Urmează o listă completă cu câștigătorii și cu nominalizările. Câștigătorii sunt prezentați cu text aldin.

## Nominalizări cinematografice

### Best Sci-Fi Film
- Cloverfield
- Fantastic Four: Rise of the Silver Surfer
- I Am Legend
- The Last Mimzy
- Sunshine
- Transformers

### Best Fantasy Film
- Enchanted
- The Golden Compass
- Harry Potter and the Order of the Phoenix
- Pirates of the Caribbean: At World's End
- Spider-Man 3
- Stardust

### Best Horror Film
- 30 Days of Night
- 1408
- Ghost Rider
- Grindhouse
- The Mist
- Sweeney Todd: The Demon Barber of Fleet Street

### Best Action/Adventure/Thriller Film
- 3:10 To Yuma
- 300
- The Bourne Ultimatum
- Live Free or Die Hard
- No Country for Old Men
- There Will Be Blood
- Zodiac

### Best Animated Film
- Beowulf
- Meet The Robinsons
- Ratatouille
- Shrek the Third
- The Simpsons Movie
- Surf's Up

### Best International Film
- Black Book
- Day Watch
- Eastern Promises
- Goya's Ghosts
- The Orphanage
- Sleuth

### Best Actor
- Gerard Butler - 300
- John Cusack - 1408
- Daniel Day-Lewis - There Will Be Blood
- Johnny Depp - Sweeney Todd: The Demon Barber of Fleet Street
- Viggo Mortensen - Eastern Promises
- Will Smith - I Am Legend

### Best Actress
- Amy Adams as Princess Giselle - Enchanted
- Ashley Judd - Bug
- Helena Bonham Carter as Mrs Lovett - Sweeney Todd: The Demon Barber of Fleet Street
- Naomi Watts - Eastern Promises
- Belén Rueda - The Orphanage
- Carice van Houten - Black Book

### Best Supporting Actor
- Javier Bardem - No Country for Old Men
- Ben Foster - 3:10 to Yuma
- James Franco - Spider-Man 3
- Justin Long - Live Free or Die Hard
- Alan Rickman - Sweeney Todd: The Demon Barber of Fleet Street
- David Wenham - 300

### Best Supporting Actress
- Lena Headey - 300
- Lizzy Caplan - Cloverfield
- Rose McGowan - Grindhouse
- Imelda Staunton - Harry Potter and the Order of the Phoenix
- Marcia Gay Harden - The Mist
- Michelle Pfeiffer - Stardust

### Best Young Actor/Actress
- Freddie Highmore - August Rush
- Josh Hutcherson - Bridge to Terabithia
- Dakota Blue Richards as Lyra Belaqua - The Golden Compass
- Daniel Radcliffe as Harry Potter - Harry Potter and the Order of the Phoenix
- Rhiannon Leigh Wryn - The Last Mimzy
- Alex Etel - The Water Horse: Legend of the Deep

### Best Director
- Zack Snyder - 300
- Paul Greengrass - The Bourne Ultimatum
- David Yates - Harry Potter and the Order of the Phoenix
- Frank Darabont - The Mist
- Sam Raimi - Spider-Man 3
- Tim Burton - Sweeney Todd: The Demon Barber of Fleet Street

### Best Screenplay
- Michael Gordon; Zack Snyder; Kurt Johnstad - 300
- Roger Avary; Neil Gaiman - Beowulf
- Michael Goldenberg - Harry Potter and the Order of the Phoenix
- Joel Coen; Ethan Coen - No Country for Old Men
- Brad Bird - Ratatouille
- John Logan - Sweeney Todd: The Demon Barber of Fleet Street

### Best Score
- Tyler Bates - 300
- Mark Mancina - August Rush
- John Powell - The Bourne Ultimatum
- Alan Menken - Enchanted
- Nicholas Hooper - Harry Potter and the Order of the Phoenix
- Jonny Greenwood - There Will Be Blood

### Best Costume Design
- Michael Wilkinson - 300
- Ruth Myers - The Golden Compass
- Jany Temime - Harry Potter and the Order of the Phoenix
- Penny Rose - Pirates of the Caribbean: At World's End
- Sammy Sheldon - Stardust
- Colleen Atwood - Sweeney Todd: The Demon Barber of Fleet Street

### Best Make-Up
- Davina Lamont; Gino Acevedo - 30 Days of Night
- Shaun Smith; Mark Rappaport; Scott Wheeler - 300
- Howard Berger; Gregory Nicotero; Jake Garber - Grindhouse - For the segment "Planet Terror"
- Nick Dudman; Amanda Knight - Harry Potter and the Order of the Phoenix
- Ve Neill; Martin Samuel - Pirates of the Caribbean: At World's End
- Peter Owen; Ivana Primorac - Sweeney Todd: The Demon Barber of Fleet Street

### Best Visual Effects
- Chris Watts; Grant Freckelton; Derek Wentworth; Daniel Leduc - 300
- Michael L. Fink; Bill Westenhofer; Ben Morris; Trevor Wood - The Golden Compass
- Tim Burke; John Richardson; Paul J. Franklin; Greg Butler - Harry Potter and the Order of the Phoenix
- John Knoll; Hal T. Hickel; Charles Gibson; John Frazier - Pirates of the Caribbean: At World's End
- Scott Stokdyk; Peter Nofz; Spencer Cook; John Frazier - Spider-Man 3
- Scott Farrar; Scott Benza; Russell Earl; John Frazier - Transformers

## Nominalizări din televiziune

### Best Network TV Series
- Heroes
- Journeyman
- Lost
- Pushing Daisies
- Supernatural
- Terminator: The Sarah Connor Chronicles

### Best Syndicated/Cable Television Series
- Battlestar Galactica
- The Closer
- Dexter
- Kyle XY
- Saving Grace
- Stargate SG-1

### Best Television Presentation
- The Company
- Fallen
- Family Guy: "Blue Harvest"
- Masters of Science Fiction
- Tin Man
- Battlestar Galactica: Razor
- Shrek the Halls

### Best Television Actor
- Matt Dallas - Kyle XY
- Matthew Fox - Lost
- Michael C. Hall - Dexter
- Kevin McKidd - Journeyman
- Edward James Olmos - Battlestar Galactica
- Lee Pace - Pushing Daisies

### Best Television Actress
- Anna Friel - Pushing Daisies
- Lena Headey ca Sarah Connor - Terminator: The Sarah Connor Chronicles
- Jennifer Love Hewitt as Melinda - Ghost Whisperer
- Holly Hunter - Saving Grace
- Evangeline Lilly - Lost
- Kyra Sedgwick - The Closer

### Best Supporting Television Actor
- Erik King - Dexter
- Greg Grunberg - Heroes
- Masi Oka - Heroes
- Michael Emerson - Lost
- Josh Holloway - Lost
- Terry O'Quinn - Lost

### Best Supporting Television Actress
- Jaimie Alexander - Kyle XY
- Jennifer Carpenter - Dexter
- Summer Glau - Terminator: The Sarah Connor Chronicles (tie)
- Elizabeth Mitchell - Lost (tie)
- Jaime Murray - Dexter
- Hayden Panettiere - Heroes

### Best International Series
- Doctor Who
- Torchwood
- Meadowlands
- Jekyll
- Life on Mars
- Robin Hood

Note: the above category was omitted from the Saturn Awards press release as issued on 24 iunie 2008, but was added to a corrected press release and website update on June 26.

## Nominalizări DVD

### Best DVD Release
- Behind the Mask: The Rise of Leslie Vernon
- Driftwood
- The Cabinet of Dr. Caligari
- The Man from Earth
- The Nines
- White Noise 2: The Light

### Best DVD Special Edition Release
- Big (extended edition)
- Blade Runner (5 disc ultimate collector's edition)
- Close Encounters of the Third Kind (30th anniversary, blue ray)
- Death Proof (extended and unrated)
- Pan's Labyrinth (El Laberinto del fauno) (Platinum Series)
- Troy: Director's Cut (ultimate collector's edition)

### Best DVD Classic Film Release
- Alligator
- The Dark Crystal
- Face/Off
- Flash Gordon
- The Monster Squad
- Witchfinder General

### Best DVD Movie Collection
- The Godzilla Collection
- The Mario Bava Collection
- The Sergio Leone Anthology
- The Sonny Chiba Collection
- Stanley Kubrick
- Vincent Price

### Best DVD Television Release
- Eureka, Sezonul 1
- Heroes, Sezonul 1
- Hustle, Sezonul 2 și 3
- Lost: The Complete Third Season
- MI:5, partea 4 & 5
- Planet Earth, seria completă BBC

### Best Retro Television Series on DVD
- The Adventures of Young Indiana Jones, partea 1: primii ani
- Count Dracula, mini-serial BBC.
- Land of the Giants, serialul complet
- Mission: Impossible, Sezonul 2 și 3
- Twin Peaks, ediția definitivă gold
- The Wild Wild West, Sezonul 2 și 3

## Premii Speciale

### The George Pal Memorial Award
- Guillermo del Toro

### The Special Achievement Award
- Tim & Donna Lucas

### The Service Award
- Fred Barton

### Life Career Award
- Robert Halmi, Sr. and Robert Halmi, Jr.

### Filmmakers Showcase Award
- Matt Reeves for Cloverfield.